# Jet Li-filmográfia

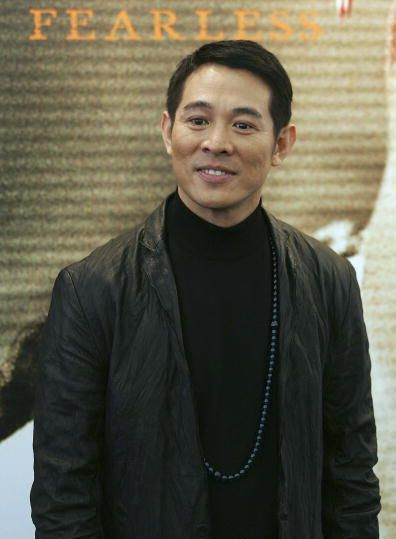
Jet Li a Félelem nélkül premierjén 2006-ban

Jet Li kínai harcművész-színész legsikeresebb filmje az amerikai bevételek szempontjából 2010 augusztusával bezárólag a Halálos fegyver 4., mely 130 millió dollárt hozott az Egyesült Államokban, a második helyen A múmia: A Sárkánycsászár sírja című alkotás áll 102 millió dollárral. A Hős minden idők harmadik legsikeresebb idegen nyelvű filmje volt Amerikában, és az egyik legjobb kritikai visszhangot kiváltott Jet Li-film. A Félelem nélkül a hatodik legsikeresebb idegen nyelvű film. Kritikai fogadtatás szempontjából a legsikeresebb alkotása a Fist of Legend (Rotten Tomatoes: 100%), a legkevésbé sikeres pedig a War (Rotten Tomatoes: 12%).

## Filmek
| Év   | Magyar cím                           | Kínai/Angol cím                                                                | Szerep                                                            | Megjegyzés                                                                                             | Magyar hang         |
| ---- | ------------------------------------ | ------------------------------------------------------------------------------ | ----------------------------------------------------------------- | --- | ------------------- |
| 1982 | Shaolin templom                      | 少林寺/Shaolin Temple                                                          | Jueh Jüan (Jueh Yuan)                                             | | Baráth István       |
| 1983 | Shaolin templom 2.                   | 少林小子/Kids From Shaolin                                                     | Szan Lung (San Lung)                                              | | Hamvas Dániel       |
| 1986 | A bosszú harcosa                     | 中華英雄/Born to Defence                                                       | Jet                                                               | rendező is                                                                                             | Csőre Gábor         |
| 1986 | Shaolin harcművészete                | 南北少林/Martial Arts of Shaolin                                               | Cse Ming (Zhi Ming)                                               | aka Shaolin Temple 3: Martial Arts of Shaolin                                                          | Hamvas Dániel       |
| 1988 | Kung-fu sárkány                      | 龍在天涯/Dragon Fight                                                          | Jimmy Lee                                                         | |                     |
| 1989 | Mesterek                             | 龍行天下/The Master                                                            | Jet                                                               | | Láng Balázs         |
| 1991 | Kínai történet                       | 黃飛鴻/Once Upon a Time in China                                               | Huang Fej-hung (Wong Fei Hung)                                    | |                     |
| 1991 | A kard mestere 2.                    | 笑傲江湖之東方不敗/Swordsman II                                                | Linghu Chong (Linghu Csung)                                       | | Lippai László       |
| 1992 | Kínai történet 2.                    | 黃飛鴻之二男兒當自强/Once Upon a Time in China II                              | Huang Fej-hung (Wong Fei Hung)                                    | |                     |
| 1993 | A sárkány árnyéka                    | 太極張三豐/Tai Chi Master                                                      | Csang Szan-feng (Zhang Sanfeng)                                   | aka Twin Warriors (USA) (Producerként is)                                                              |                     |
| 1993 | Fang Si-jü (Fong Sai-yuk)            | 方世玉/Fong Sai Yuk                                                            | Fang Si-jü (Fong Sai-yuk)                                         | aka The Legend (Producerként is)                                                                       |                     |
| 1993 | Fang Si-jü 2. (Fong Sai-yuk 2.)      | 方世玉續集/Fong Sai Yuk II                                                     | Fang Si-jü (Fong Sai-yuk)                                         | aka The Legend 2 (Producerként is)                                                                     |                     |
| 1993 | Gonosz birodalom                     | 倚天屠龍記之魔教教主/Kung Fu Cult Master                                       | Csang Vu-csi (Zhang Wuji)                                         | aka The Evil Cult aka Lord of the Wu Tang aka Kung Fu Master (Producerként is)                         | Széles László       |
| 1993 | Vasmarok                             | 黃飛鴻之鐵雞斗蜈蚣/ Huang Fej-hung: Cse tie csi tou vu kung Last Hero in China | Huang Fej-hung (Wong Fei Hung)                                    | aka Claws of Steel aka Deadly China Hero (Producerként is)                                             | Pusztaszeri Kornél  |
| 1993 | Kínai történet 3.                    | 黃飛鴻之三：獅王争霸/Once Upon a Time in China III                             | Huang Fej-hung (Wong Fei Hung)                                    | aka The Invincible Shaolin                                                                             | Láng Balázs         |
| 1994 | A kínai testőr                       | 中南海保鑣/The Bodyguard from Beijing                                          | Allan Hui Ching Yeung / John Chang                                | aka Jet Li's The Defender aka Csung nan haj pao piao (Zhong Nan Hai bao biao) (Producerként is)        | Rékasi Károly       |
| 1994 | –                                    | 精武英雄/Fist of Legend                                                        | Csen Csün (Chen Jun)                                              | Producerként is                                                                                        |                     |
| 1994 | A vörös sárkány legendája            | 洪熙官之少林五祖/The New Legend Of Shaolin                                     | Hung Hej-kun (Hung Hei-Gun)                                       | aka Legend of the Red Dragon (Producerként is)                                                         | Viczián Ottó        |
| 1995 | Kockázati tényező                    | 鼠胆龍威/High Risk                                                             | "Kit Li"                                                          | aka Meltdown                                                                                           | Rajkai Zoltán       |
| 1995 | –                                    | 給爸爸的信/My Father Is a Hero                                                 | Kung Vej (Kung Wei)                                               | aka The Enforcer aka Letter To Daddy                                                                   |                     |
| 1996 | Fekete Maszk                         | 黑俠/Black Mask                                                                | Michael / Simon / Tsui Chik / Fekete Maszk                        | Az USA-ban 1999-ben mutatták be                                                                        | Kassai Károly       |
| 1996 | Dr. Wai, a láda szelleme             | 冒險王/ Dr. Wai in "The Scripture with No Words                                | Chow Si Kit                                                       | aka Adventure King aka The Scripture With No Words                                                     | Háda János          |
| 1997 | –                                    | 黃飛鴻之西域雄獅/ Once Upon a Time in China and America                        | Huang Fej-hung (Wong Fei Hung)                                    | aka Once Upon A Time In China VI                                                                       |                     |
| 1998 | Gyilkos félállásban                  | 殺手之王/Hitman                                                                | Fu                                                                | aka The Hitman aka The Contract Killer                                                                 | Kálloy Molnár Péter |
| 1998 | Halálos fegyver 4.                   | 致命武器4/Lethal Weapon 4                                                      | Wah Sing Ku                                                       | | eredeti nyelven     |
| 2000 | Öld meg Rómeót!                      | 致命羅密歐/Romeo Must Die                                                      | Han Sing                                                          | | Görög László        |
| 2001 | Az egyetlen                          | 最後一強/The One                                                               | Gabe Law / Gabriel Yulaw / törvénytelenek                         | | Kálloy Molnár Péter |
| 2001 | A sárkány csókja                     | 龍之吻/Kiss of the Dragon                                                      | Liu Csien (Liu Jian)                                              | Producer, ötletgazda                                                                                   | Kálloy Molnár Péter |
| 2002 | Hős                                  | 英雄/Hero                                                                      | Névtelen                                                          | USA-megjelenés: 2004                                                                                   | Széles Tamás        |
| 2003 | Bölcsőd lesz a koporsód              | 同盜一擊/Cradle 2 the Grave                                                    | Szu (Su)                                                          | | Kálloy Molnár Péter |
| 2005 | A nyakörv                            | 不死狗/Unleashed                                                               | Danny                                                             | aka Danny the Dog (Producerként is)                                                                    | Láng Balázs         |
| 2006 | Félelem nélkül                       | 霍元甲/Fearless                                                                | Huo Jüan-csia (Huo Yuan Jia)aka A küzdelem útja (Producerként is) | | Láng Balázs         |
| 2007 | Keleti szél                          | 投名狀/The Warlords                                                            | Pang Csing-jün (Pang Qing Yun)                                    | | Viczián Ottó        |
| 2007 | War – Bosszú mindenáron              | 玩命對戰/War                                                                   | Rogue / Victor Shaw                                               | aka Rogue Assassin vagy Rogue                                                                          | Láng Balázs         |
| 2008 | A tiltott királyság                  | 功夫之王/The Forbidden Kingdom                                                 | Szun Vukung (Sun Wukong) a Majomkirály / csendes szerzetes        | | Rába Roland         |
| 2008 | A múmia: A Sárkánycsászár sírja      | 盜墓迷城3/The Mummy: Tomb of the Dragon Emperor                                | Han császár                                                       | | eredeti nyelven     |
| 2009 | –                                    | 建國大業/The Founding of a Republic                                            | Csen Saokuan (Chen Shaokuan)                                      | aka Csien kuo ta je (Jian Guo Da Ye) aka Founding of the Nation aka Lofty Ambitions of Nation Building |                     |
| 2010 | –                                    | 海洋天堂/Ocean Heaven                                                          | Sam Wong                                                          | |                     |
| 2010 | The Expendables – A feláldozhatók    | 浴血任務/The Expendables                                                       | Jin Jang (Yin Yang)                                               | | Görög László        |
| 2011 | A Sárkánykapu repülő kardjai         | 龍門飛甲/The Flying Swords of Dragon Gate                                      | Chow Wai On                                                       | | Czvetkó Sándor      |
| 2011 | A szerzetes és a fehér kígyó         | 白蛇傳 / The Sorcerer and the White Snake                                      | Fa-haj (Fa-hai)                                                   | | Czvetkó Sándor      |
| 2012 | The Expendables – A feláldozhatók 2. | 浴血任務 2/The Expendables 2                                                   | Yin Yang                                                          | | Görög László        |
| 2013 | A törvény haragja                    | 不二神探 / Badges of Fury                                                      | Huang Fei Hong                                                    | | Seszták Szabolcs    |
| 2014 | The Expendables – A feláldozhatók 3. | 浴血任務 3/The Expendables 3                                                   | Yin Yang                                                          | | Görög László        |
| 2016 | -                                    | 封神榜/League of Gods                                                          | Csiang Ce-ja (Jiang Ziya)                                         | |                     |
| 2017 | -                                    | 功守道 Kung su tao (Gong Shu Dao)                                              | idős szerzetes                                                    | producer                                                                                               |                     |
| 2020 | Mulan                                | 花木蘭/Mulan                                                                   | Kína császára                                                     | | Háda János          |

## Dokumentumfilmek
| Év   | Cím                    | Kínai cím        |
| ---- | ---------------------- | ---------------- |
| 1987 | This is Kung Fu        | 中華武術         |
| 1988 | Dragons of the Orient  | 東方巨龍         |
| 1988 | Sao lin haj teng ta si |                  |
| 1992 | Lucky Way              | 大八掛/Ta pa kua |
| 1994 | Sao lin csen kung fu   | 少林真功夫       |
| 2002 | Jet Li Is 'The One'    |                  |

## Videójáték
| Év   | Cím                   | Szerep                         |
| ---- | --------------------- | ------------------------------ |
| 2004 | Jet Li: Rise to Honor | Kit Yun (hang, mozgásanimáció) |